# Чантабури
Чантабури е една от 76-те провинции на Тайланд. Столицата ѝ е едноименния град Чантабури. Населението на провинцията е 480 064 жители (2000 г. – 52-ра по население), а площта 6338 кв. км (34-та по площ). Намира се в часова зона UTC+7. Разделена е на 10 района, които са разделени на 76 общини и 690 села.